# Regina del Block
Regina del Block è un singolo del rapper italiano Shiva, pubblicato il 4 agosto 2022.

## Tracce
1. Regina del Block – 3:18

1. ↑   Regina del Block (certificazione), su FIMI. URL consultato il 7 ottobre 2024.